# Regla Bell
Regla Maritza Bell McKenzie, född 6 juli 1970 i Havanna, är en kubansk före detta volleybollspelare.
Bell blev olympisk guldmedaljör i volleyboll vid sommarspelen 1992 i Barcelona.